# SPECQUE
 (octobre 2018).
La Simulation du Parlement européen Canada-Québec-Europe, plus communément connue sous son acronyme SPECQUE, est une simulation internationale francophone du Parlement européen  et des institutions européennes. Créée en 1998 par des étudiants de l'Université Laval (Québec, Canada), afin de mieux comprendre le fonctionnement des institutions européennes et les grands enjeux de l'Union européenne, la SPECQUE est aujourd’hui la plus importante simulation francophone du Parlement européen au monde.
Au cours de cette simulation, les participants - issus d'universités européennes, canadiennes mais aussi d'autres zones géographiques (Maroc , Liban , Caraïbes, etc.) - reproduisent le fonctionnement du Parlement européen et du Conseil de l'Union européenne. 

## Fonctionnement
Durant la semaine de la simulation, les participants sont amenés à prendre le rôle d'un acteur de la vie politique européenne. Tous prennent part aux débats concernant quatre textes liés à l’actualité européenne, en langue Française exclusivement, que ce soit en tant que commissaire européen, président du Parlement européen, rapporteur, chef de groupe parlementaire, député européen, journalistes ou lobbyistes. Une simulation du Conseil de l'Union européenne a également été ajoutée à celle du Parlement européen pour mieux refléter le fonctionnement de la procédure législative ordinaire. Les thèmes abordés traitent de questions très variées : la sécurité, l’économie, le commerce extérieur, les droits sociaux, la santé, la défense, l'agriculture, etc.  

## Partenaires
De nombreux partenaires s'associent à la SPECQUE à chaque édition. Certains d'entre eux sont des partenaires historiques de la simulation :
- L'Office franco-québécois pour la jeunesse (OFQJ)
- L'Université Laval [5]
- Le Parlement européen
- La Commission européenne

## Médias
L'actualité de la Simulation est diffusée sur différents médias.

## Historique

### Villes visitées
La SPECQUE se déroule alternativement entre l'Europe et le Canada. 
La SPECQUE s'est déjà déroulée dans les villes suivantes :
- 2026: Montréal, Québec, Canada
- 2025 : Bruxelles, Belgique, Europe
- 2024 : Québec (ville), Québec, Canada
- 2023 : Luxembourg (ville), Luxembourg, Europe
- 2022 : Québec (ville), Québec, Canada
- 2021 : Amiens, France, Europe (réservée aux résidents européens à cause de la crise du COVID-19 et des limitations de déplacement)
- 2020 : Québec (ville), Québec, Canada (annulée à cause de la crise du COVID-19)
- 2019 : Toulouse Bordeaux, France, Europe ("Specque Garonne")
- 2018 : Montréal, Canada [7]
- 2017 : Prague, Tchéquie, Europe
- 2016 : Sherbrooke, Québec, Canada
- 2015 : Lille, France, Europe
- 2014 : Edmonton, Alberta, Canada [1]
- 2013 : Rome, Italie, Europe
- 2012 : Montréal, Québec, Canada
- 2011 : Luxembourg-Ville, Grand-Duché du Luxembourg, Europe [4]
- 2010 : Moncton, Nouveau-Brunswick, Canada
- 2009 : Berlin-Dresde, Allemagne, Europe
- 2008 : Québec (ville), Québec, Canada
- 2007 : Paris, France, Europe
- 2006 : Montréal, Québec, Canada
- 2005 : Bruxelles, Belgique, Europe
- 2004 : Toronto, Ontario, Canada
- 2003 : Cracovie, Pologne, Europe
- 2002 : Ottawa-Gatineau, Ontario-Québec, Canada
- 2001 : Barcelone, Espagne, Europe
- 2000 : Québec (ville), Québec, Canada
- 1999 : Strasbourg, France, Europe
- 1998 : Québec (ville), Québec, Canada